# إبراهيم لحلافي
إبراهيم لحلافي (بالفرنسية: Brahim Lahlafi)‏ عداء ألعاب قوى مغربي الأصل فرنسي الجنسية، ولد 15 أبريل 1968 بمدينة فاس، تخصص في 5000 متر، شارك في الألعاب الأولمبية الصيفية لسنة 2000 بسيدني وحصل على الميدالية البرونزية في سباق 5000 متر، سنة 2002 غير جنسيته إلى الفرنسية.

## أرقام شخصية
- 1500 متر - 3 دقيقة 43 ث 2 (1996)
- 3000 متر - 7 دقيقة 28 ث 94 (1999)
- 5000 متر - 12 دقيقة 49 ث 28 (2000)
- 10000 متر - 27 دقيقة 43 ث 05 (1995)
- نصف الماراثون - 1 ساعة 01 دق 39 ث (1994)
- الماراثون - 2 ساعة 15 دق 09 ث (2007)

## وصلات خارجية
- إبراهيم لحلافي على موقع الاتحاد الدولي لألعاب القوى (الإنجليزية)
- إبراهيم لحلافي على موقع الاتحاد الفرنسي لألعاب القوى (الفرنسية)
- إبراهيم لحلافي على موقع رابطة إحصائيات سباق الطريق (الإنجليزية)
- إبراهيم لحلافي على موقع اللجنة الأولمبية الدولية (الإنجليزية)
- إبراهيم لحلافي على موقع أوليمبيديا (الإنجليزية)
- صفحة إبراهيم لحلافي على موقع الاتحاد الفرنسي